# Paó de dia
El paó de dia o paó diürn (Aglais io) és una espècie de lepidòpter papilionoïdeu de la família dels nimfàlids (Nymphalidae) present als Països Catalans. És una papallona de mida gran, vistosa i amplament distribuïda a la regió Paleàrtica.

## Descripció
Fa uns 50-60 mm d'envergadura, i les femelles són una mica més grans que els mascles. Per la cara dorsal, les ales són de color vermell més o menys marronós, amb quatre ocels que la fan inconfusible. Per la cara ventral, les ales són d'un gris marronós que li serveix de camuflatge quan les plega.

## Distribució
És comuna al nord de la península Ibèrica però és més rara mentre més al sud, on queda confinada a sistemes muntanyosos. El mateix patró segueix a Catalunya, on al sud només manté poblacions estables a Prades i els Ports.

## Hàbitat
Es troba en ambients molt diferents, fins i tot urbans, però sobretot en prats i boscos oberts. Es tracta d'una espècie amb una alta mobilitat. L'eruga s'alimenta d'ortiga (Urtica dioica) i llúpol (Humulus lupulus).

## Període de vol i hibernació
Produeix dues generacions cada any, una que comença a vola al maig-juny i una altra que es troba durant tot l'estiu, de vegades solapada amb la primera. Ocasionalment, pot haver-hi una tercera generació. Hiberna com a adult i aquests reprenen l'activitat a finals d'hivern o principis de primavera. Molt al nord o en zones fredes només es dona una generació a l'any.